# Chiloglottis trullata
Chiloglottis trullata är en orkidéart som beskrevs av David Lloyd Jones. Chiloglottis trullata ingår i släktet Chiloglottis och familjen orkidéer.
Artens utbredningsområde är Queensland. Inga underarter finns listade i Catalogue of Life.